# واسکو رونچی
 واسکو رونچی (انگلیسی: Vasco Ronchi؛ زاده ۱۸۹۷ درگذشته ۱۹۸۸) یک فیزیک‌دان اهل ایتالیا بود.